# Bisulfito sódico
El bisulfito sódico (también llamado sulfito ácido de sodio, sal monosódica de ácido sulfuroso o hidrógeno sulfito sódico) es un compuesto químico de fórmula química NaHSO3. Se trata de una sal ácida muy inestable que al reaccionar con el oxígeno se convierte en sulfato de sodio. Es empleado en la industria alimentaria como conservante y figura como E-222. Se suele emplear como conservante en el desecado de alimentos.

## Usos en la industria
Se emplea en fotografía para quitar el exceso de cloro en algunas de las soluciones empleadas en el revelado. Se emplea igualmente en la fijación de algunos colorantes.
El bisulfito de sodio es un agente reductor común en la industria química. Aparte de la citada reducción de cloro en fotografía, reacciona con oxígeno generando bisulfato. Como reductor, se utiliza para eliminar oxígeno disuelto en grandes sistemas de transporte hidráulico de aguas, como tecnología de prevención de la corrosión. Si la solución acuosa que se transporta no es alcalina se utiliza sulfito de sodio (Na2SO3), ya que el bisulfito genera ácido en solución al oxidarse a sulfato.

## Usos como conservante
Suele emplearse como conservante y en algunos casos debido a su efecto reductor se sabe que puede reducir el contenido vitamínico de los alimentos. Se emplea en la conservación de cebollas, bebidas alcohólicas (vino), productos de panificación, jugos de frutas así como productos alimenticios a base de patatas. Se emplea en la elaboración del vino con el objeto de preservar sabores. En el enlatado de frutas para prevenir que se pongan de color marrón (un efecto muy similar al que hace el vinagre).

## Dosis y salud
Se aconseja no sobrepasar como máximo 0.7 miligramos de bisulfito sódico por kilogramo de peso corporal. Por regla general las personas intolerantes a los sulfitos deberían evitar ingerir alimentos con número E-222. En contacto con ácidos puede liberar gases tóxicos. 

## Otros usos
El bisulfito es también utilizado en estudios de epigenética como método para el análisis de metilación, esto es, para determinar el patrón de metilación en el ADN. 
El procedimiento es una variación del método de secuenciación de Sanger. En primer lugar, tomamos una muestra de ADN genómico que digerimos con enzimas de restricción para facilitar su desnaturalización. A continuación, las cadenas desnaturalizadas serán tratadas con bisulfito. Este compuesto tiene la capacidad de desaminar las citosinas, que pasarán a convertirse en moléculas de uracilo. Sin embargo, el bisulfito no puede provocar esta transición en citosinas que estén metiladas, por lo que permanecerán intactas. El siguiente paso sería amplificar los fragmentos de ADN en los que estemos interesados y proceder a su secuenciación. Mediante comparación con una molécula de ADN control, de la que conocemos su secuencia y que no ha sido tratada con bisulfito, podremos ver cuáles son las citosinas que no han pasado a ser uracilos, determinando que en esos puntos de la cadena de material genético se halla una modificación epigenética de metilación.